# (288952) 2004 SL61
(288952) 2004 SL61 è un asteroide della fascia principale interna. Scoperto nel 2004, presenta un'orbita caratterizzata da un semiasse maggiore pari a 2,363712 UA e da un'eccentricità di 0,146059, inclinata di 7,270448° rispetto all'eclittica.
Fa parte della famiglia di asteroidi Vesta.